# Province de Kampong Cham
La province de Kampong Cham (en khmer : ខេត្តកំពង់ចាម, khaét Kampong Cham, "port des Chams") est la province la plus peuplée du Cambodge, avec plus d'1 million d'habitants. Sa capitale est la ville de Kampong Cham, située sur la rive droite du Mékong, la rivière la plus longue de l'Asie du Sud-est.
La province comprend 10 districts :
- 0301 Batheay (nom d'un peuple)

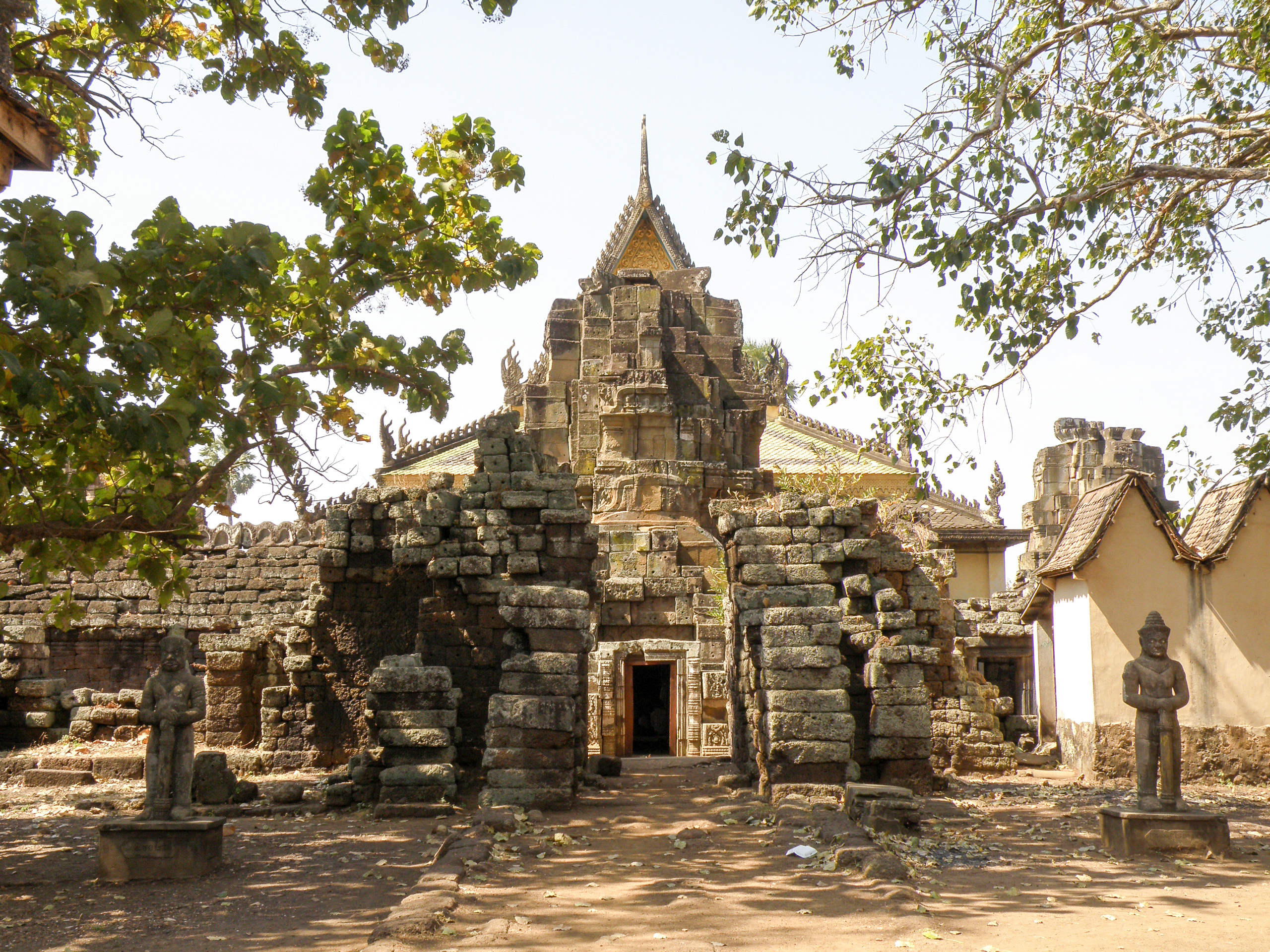
Le temple Vat Nokor près de la ville de Kompong Cham

- 0302 Chamkar Leu ("champ essarté d’en haut")
- 0303 Cheung Prey ("orée du bois")
- 0305 Kampong Cham ("port des Chams")
- 0306 Kampong Siem ("port des Siamois")
- 0307 Kang Meas ("anneau d'or")
- 0308 Kaoh Soutin ("île de Soutin")
- 0313 Prey Chhor ("forêt de Chhor", Chhor est un nom propre qui signifie "debout")
- 0314 Srey Santhor (Ancienne capitale du Cambodge, la fille blanche qui est debout)
- 0315 Stueng Trang ("rivière du varan")